# Spartak Noginsk
Spartak Noginsk, známý také pod názvem Spartak Moskevská oblast (nezaměňovat s odštěpeným klubem Sparta&K, který tento název užíval v letech 2005–2010!), je ruský ženský basketbalový klub z města Noginsk v Moskevské oblasti. Klub byl založen v roce 1949 v Noginsku, během let ale vystřídal několik dalších působišť, než se opět vrátil zpět do Noginsku. Během své historie klub získal 1× titul mistra Sovětského svazu, 3× vyhrál Pohár Ronchettiové.

## Historie
Klub byl založen v roce 1949, mistrovství Sovětského svazu se účastnil od 60. let 20. století. V sovětské éře klub vybojoval jeden mistrovský titul (1978), 7× skončil druhý, 3× třetí.
Ani Spartaku se po pádu sovětského režimu nevyhnula krize. Střídal jména i působiště. Mezi místa, kde klub během své historie hrál, patří Elektrostal, Ljubercy a Podolsk. Nakonec se však klub vrátil do svého původního působiště, Noginsku.
V roce 2005 přišel do klubu mecenáš Šabtaj Kalmanovič, který hlavní tým přesunul mimo Noginsk – v podstatě zformoval nový klub (dnes Sparta&K), na který přešla práva noginského klubu (místo v nejvyšší ruské lize, místo v EuroCupu). Noginský klub však nezanikl, přihlásil se do nižší soutěže a po několika letech se probojoval zpět do nejvyšší ruské ligy (první sezónou po návratu byla sezóna 2010/11). Odštěpený klub (Sparta&K) se k historii původního noginského klubu nehlásí.